# عبد الحفيظ السطلي
عبد الحفيظ السطلي (1936 - 16 سبتمبر 2021) محقق تراثي سوري، وأستاذ الأدب الجاهلي والإسلامي، وعضو اتحاد الكتاب العرب.

## سيرته
ولد في حمص، حاصل على البكالوريوس في الآداب من جامعة دمشق، والماجستير والدكتوراه من جامعة القاهرة، بإشراف الدكتور شوقي ضيف.
كان عميد كلية الآداب في جامعة حلب، ووكيل كلية الآداب في جامعة دمشق، وعضو عضو جمعية البحوث والدراسات في اتحاد الكتاب العرب، وعضو هيئة تحرير مجلة التراث العربي عام 1998 م.
درَّس في جامعة دمشق، وجامعة الرباط وجامعة الحسن الثاني، وكان رئيسَ مركز الأدب الجاهلي فيها، وعمل في الجزائر، وفي العاصمة السعودية الرياض، وأستاذًا زائرًا بجامعة إسطنبول في تركيا.
أشرف على عشرات الطلاب في رسائل الماجستير والدكتوراه.

## كتبه
لديه عدد من الكتب بين تحقيق وتأليف ودراسة، أشهرها:
1. العَجَّاج - حياته ورَجَزه (دراسة)، دمشق 1971 م.
2. ديوان العَجَّاج بشرح الأصمَعي (تحقيق) في مجلدين، دمشق 1972 م.
3. ديوان أُميَّة بن أبي الصَّلْت (جمع وتحقيق)، دمشق 1974م.[2]

## وفاته
توفي بدمشق، مساء الخميس 9 صفر 1443 هـ الموافق 16 سبتمبر 2021 م.